# 인간 절멸
미래학에서 인간 절멸 (人間絶滅)은 인간 종의 가상적 종말이다.
가까운 장래에 세계 핵 전멸, 열생학, 인구 폭발, 생물전 또는 우발적 범유행, 생태 붕괴 및 지구 온난화와 같은 인위적 절멸 시나리오가 제안되었다. 또한 신흥 기술은 첨단 인공 지능, 생명공학 또는 자체복제 나노봇과 같은 새로운 절멸 시나리오를 초래할 수 있다. 인간의 원인으로 인해 앞으로 수 백 년 내에 인간 절멸 위기에 처할 확률은 논쟁의 주제이다.
대조적으로, 운석 충돌이나 대규모 화산 활동과 같은 자연 시나리오에 의한 인간의 절멸은 가까운 미래에 발생할 가능성이 극히 낮다.

## 같이 보기
- 종말론
- 대량절멸
- 멸종에의 반란
- 세계재앙위험
- 대여과기
- 홀로세 멸종
- 자발적 인류절멸 운동
- 제3차 세계 대전

## 참고 도서
- Leslie, John. (1996). The End of the World: The Science and Ethics of Human Extinction. Routledge. ISBN 0-415-18447-9
- Rees, Martin. (2003). Our Final Hour: A Scientist's Warning: How terror, error, and environmental disaster threaten humankind's future in the century--on Earth and beyond. Basic Books. ISBN 0-46506862-6.
- Michael Moyer (September 2010). “Eternal Fascinations with the End: Why We're Suckers for Stories of Our Own Demise: Our pattern-seeking brains and desire to be special help explain our fears of the apocalypse”. 《Scientific American》.
- Michel Weber, McPherson, "Near Term Extinction", Cosmos and History: The Journal of Natural and Social Philosophy, vol. 10, no. 2, 2014, pp. 319–326.